# Малая Посадская улица (Санкт-Петербург)
Ма́лая Поса́дская у́лица — улица в Петроградском районе Санкт-Петербурга. Проходит от Каменноостровского проспекта до улицы Чапаева.

## История
Название Посадских улиц (Большой и Малой) восходит ко временам начала заселения Петербургской (будущей Петроградской) стороны слободами ремесленников и торговцев. «Посадские» означало жители посада, то есть слободы ремесленников.
Изначально (с 1798 года) Малая Посадская проходила от Конного переулка до Большой Вульфовой улицы (с 1952 года — улица Чапаева). По другим данным, этот участок назывался Посадской улицей (1738—1780-е), практически в те же годы — Певческой улицей (1755—1822) и он же — Малой Посадской улицей (1759—1846).
Участок от Каменноостровского проспекта до Конного переулка носил название Дворянской (1798—1821 год) и Малой Дворянской (1829—1846) улицы.
С 1849 года обе части были объединены в одну улицу, получившую общее название Малой Посадской.
9 ноября 1964 года, в год 30-летия выхода фильма «Чапаев» Малая Посадская улица, начинающаяся от Кировского проспекта напротив главного здания «Ленфильма», получила имя создателей фильма Братьев Васильевых (братья Васильевы — творческий псевдоним советских кинорежиссёров и сценаристов, однофамильцев Георгия (1899—1946) и Сергея (1900—1959) Васильевых).
27 февраля 1989 года улице было возвращено прежнее название — Малая Посадская.
У начала Малой Посадской улицы, перед домом № 7 по Каменноостровскому проспекту, выходящим одной стороной также на Малую Посадскую, бьёт фонтан, торжественно открытый 19 августа 2003 года. Это подарок Франции к 300-летию Санкт-Петербурга.

### Примечательные здания
- Дом № 2 (Каменноостровский проспект, д. № 9) — 1911—1912, арх. М. С. Лялевич, ск. Я. А. Троупянский (для купца Д. В. Быховского). Этот дом, завершающий перспективу начала Каменноостровского проспекта, построен с чередованием ризалитов и аркад, цокольная часть обработана тосканскими пилястрами. В этом доме с 1929 по 1942 год жила певица К. И. Шульженко.
- Дом № 4, литера А — дом работников киностудии «Ленфильм». В этом доме жили Г. М. Козинцев (в 1939—1973), Л. З. Трауберг (в 1939—1953) и другие режиссёры и сценаристы. Архитектор — Д. Г. Фомичев.  7831432000
- Дом № 5 — сюда выходит один из корпусов дома Лидваль (арх. Ф. И. Лидваль, 1899—1904) — шедевр северного модерна). Именно с этого корпуса на участке, принадлежавшем его матери, Ф. И. Лидваль начал строительство данного жилого комплекса.  Объект культурного наследия № 7801080000№ 7801080000

- Дом № 8 (угол с Большой Посадской

— «Писательский дом» (бывший Жилой дом Литфонда), в котором жили драматург Евгений Шварц, писатели Л. Пантелеев, Вадим Шефнер и Даниил Гранин, поэты Михаил Дудин и Сергей Орлов. На доме установлены мемориальные доски.
- Дом № 10 (Большая Посадская ул., д. № 1) — бывший дом Санкт-Петербургского товарищества для устройства постоянных квартир, 1910.

- Дом № 11 (Мичуринская ул., д. № 21) — арх. М. С. Лялевич, 1912 (дом Р. Я. Шмерко).
- Дом № 15, 17 — бывшие дома Шарля де Риц-а-Порта, 1902 и 1910 года постройки, арх-р Ф. И. Лидваль. Швейцарский подданный Шарль Дементьевич де Риц-а-Порт выкупил этот участок в 1899 году, ранее на нём располагался слесарно-механический завод купца Августина Андреевича Крумбюгеля. При Риц-а-Порте его постройки были снесены и заменены комплексом доходных домов, последний из которых был закончен в 1910 году. В доме № 15 снимал квартиру А. Ф. Нидермейер, его соседями были славист Николай Каринский, профессор Михаил Черноруцкий, учёный-ботаник Василий Пашкевич[3].  781721306150005
- Дом № 19 — дом А. К. Леммериха, 1904, арх-р Ф. И. Лидваль.  7831434000
- Дом № 20 — в этом особняке, расположенном на участке, приобретённом в 1887 году купцом 1-й гильдии Гавриилом Васильевичем Козиным[4], в 1905 (по другим сведениям, в 1903 или в 1906) году родился его внук, будущий известный певец В. А. Козин. На доме установлена мемориальная доска работы заслуженного художника Грузии Роми Раквиашвили.
- Дома № 22-24 (Большая Посадская улица, д. № 7, 7а / Певческий переулок, д. № 6) — комплекс зданий общежитий Петербургского государственного университета путей сообщения (1931, 1934—1937, арх. Г. А. Симонов и П. В. Абросимов).  7831437000
- Дом № 25 (улица Чапаева, д. № 4) — доходный дом В. Т. Тимофеева, 1911, арх. Н. С. Резвый.
- Дома № 26-26а — здания Женского педагогического института (корпус РГПУ им. Герцена, Факультет философии человека. Перестроено под институт в 1904—1906 годах архитекторами А. И. Зазерским и В. В. Старостиным. Интерьеры домовой церкви были выполнены в 1906 году по проекту Н. В. Султанова (не сохранилась). До института на этом участке находились корпуса Кабельного завода (М. М. Чижов, 1895—1896, Ф. К. фон Пирвиц, 1898).  781811323500005